# BB&T Atlanta Open 2015
BB&T Atlanta Open 2015 — тенісний турнір, що проходив на кортах з твердим покриттям у місті Атланта, США з 27 липня. Належав до категорії ATP World Tour 250. Був турніром серії Atlanta Open 2015 року.

## Фінальна частина

### Одиночний розряд
Джон Ізнер —  Маркос Багдатіс 6–3, 6–3

### Парний розряд
Боб Браян /  Майк Браян —  Колін Флемінг /  Жіль Мюллер 4–6, 7–6(7–2), [10–4]